# Борщ Вадим Валентинович
Вади́м Валенти́нович Бо́рщ (16 березня 1977, с. Заудайка — 31 серпня 2023, поблизу Кліщіївки) — український військовослужбовець, учасник російсько-української війни.

## Життєпис
Народився 16 березня 1977 року в селі Заудайка Чернігівської області. Навчався в Ічнянській гімназії ім. Васильченка, закінчив із золотою медаллю. В 1994 році вступив до Київського аграрного університету. З 2008 року разом із сім'єю проживав у селі Гоголів, Київської області.
У травні 2022 року став до лав збройних сил, служив у окремій президентській бригаді імені Богдана Хмельницького.
Загинув 31 серпня 2023 року поблизу села Кліщіївка (Донецька область) під час виконання бойового завдання.
Похований в селі Гоголів.

## Нагороди
- Нагрудний знак «За зразкову службу».
- Орден «За мужність» III ступеня (2024, посмертно) — за особисту мужність, виявлену у захисті державного суверенітету та територіальної цілісності України, самовіддане виконання військового обов'язку[2].